# Anisodactylus pseudagricola
Anisodactylus pseudagricola es una especie de escarabajo de tierra del género Anisodactylus, categorizada en la tribu Harpalini, de la subfamilia Harpalinae.

## Distribución
Se distribuye por Estados Unidos.

## Taxonomía
Fue descrita por Noonan en 1996.
Tratamiento taxonómico
La especie aparece registrada y publicada en Classification, cladistics, and natural history of species of the subgenus Anisodactylus DEJEAN (Insecta: Coleoptera: Carabidae: Harpalini: Anisodactylus). -. Milwaukee Public Museum Contributions to Biology and Geology, 89: i-iii, 1-210. (1996).